# شراف (المهرة)

تعديل مصدري - تعديل

شراف هي إحدى قرى مديرية المسيلة التابعة لمحافظة المهرة، بلغ تعداد سكانها 6 نسمة حسب تعداد اليمن لعام 2004.